# .kw
.kw je internetová národní doména nejvyššího řádu pro Kuvajt (podle ISO 3166-2:KW).
Z celkového počtu 2 200 000 obyvatel jich internet využívá přibližně 250 000.

## Domény 2. řádu
- .com (společně s .net jako jediná volně registrovatelná)
- .net (společně s .com jako jediná volně registrovatelná)
- .edu (vzdělávací organizace)
- .gov (oficiální stránky – ministerstva…)
- .org (neziskové organizace)